# 棗村
棗村（なつめむら）は福井県坂井郡にあった村。現在の福井市の北西端、日本海沿岸にあたる。

## 地理
- 海洋 ： 日本海
- 山岳 ： 朝倉山

## 歴史
- 1889年（明治22年）4月1日 - 町村制の施行により、市瀬村、両橋屋村、川尻村、浜別所村、石橋村、石新保村、浜島村、白方村、小幡村、深坂村、中山村、為寄村、石畠村、領家村及び田ノ頭村の区域をもって、棗村が発足する。
- 1955年（昭和30年）3月31日 - 鶉村、本郷村、棗村及び鷹巣村が合併して、川西村が発足する。